# André Benassi
André Benassi (Jundiaí, 14 de junho de 1937) é um advogado, empresário e político brasileiro filiado ao PSDB.

## Carreira
Foi vereador em Jundiaí (1969-1973 e 1976-1978), deputado estadual por São Paulo (1978-1982), prefeito municipal em Jundiaí (1983-1988 e 1993-1996) e deputado federal (1991-1992 e 1999-2002). Renunciou ao cargo de deputado federal em 1992 para se candidatar a prefeito e em 2006 acabou desistindo da campanha de candidato a deputado estadual.  É tio de Ricardo Benassi, empresário e engenheiro civil que em 2016 lançou candidatura para prefeito de Jundiaí pelo PPS. Sua família é proprietária da construtora Santa Ângela, responsável por condomínios, loteamentos e edifícios residenciais e comerciais em Jundiaí e região.

### Desempenho Geral em Eleições
| Ano  | Eleição              | Partido | Candidato a       | Votos  | Percentual | Resultado  |
| ---- | -------------------- | ------- | ----------------- | ------ | ---------- | ---------- |
| 1968 | Municipal de Jundiaí | MDB     | Vereador          | -      | -          | Eleito     |
| 1976 | Municipal de Jundiaí | MDB     | Vereador          | 1.482  | 1,72%      | Eleito     |
| 1978 | Estadual             | MDB     | Deputado estadual | 37.608 | 0,41%      | Eleito     |
| 1982 | Municipal de Jundiaí | MDB     | Prefeito          | 24.472 | 23,54%     | Eleito     |
| 1990 | Federal              | PSDB    | Deputado federal  | 37.984 | 0,22%      | Eleito     |
| 1992 | Municipal de Jundiaí | PSDB    | Prefeito          | 36.170 | 21,48%     | Eleito     |
| 1998 | Federal              | PSDB    | Deputado federal  | 72.093 | 0,46%      | Eleito     |
| 2002 | Federal              | PSDB    | Deputado federal  | 87.528 | 0,50%      | Não Eleito |